# Al-Kinda
Al-Kinda (arab. الكندة) – miejscowość w Syrii, w muhafazie Idlib. W 2004 roku liczyła 1338 mieszkańców.